# Merlin (Australië)
Merlin is een historisch merk van motorfietsen.
Een Australische knutselaar bouwde rond 1990 een tweecilindermotor door twee cilinders van een Rolls-Royce Merlin V 12-vliegtuigmotor te gebruiken. Dit leverde een motorfiets van 4500 cc op. 
Er was nog een merk met de naam Merlin: zie Merlin (Spanje).